# Prjamuchino
Prjamuchino (russisch Прямухино; bis Mitte des 19. Jahrhunderts Premuchino) ist ein Dorf in der Oblast Twer in Russland zwischen Kuwschinowo und Twer.
In Prjamuchino befindet sich der alte Landsitz der Familie Bakunin, wo der  Revolutionär und Anarchist Michail Alexandrowitsch Bakunin seine Jugend verbrachte. In der Dorfschule, die sich auf dem Gebiet des alten Landsitzes befindet, besteht heute ein Bakunin-Museum. Der Landsitz wurde zum Pilgerziel vieler bekannter Schriftsteller, darunter Maxim Gorki, Lew Nikolajewitsch Tolstoi und Wissarion Grigorjewitsch Belinski.

## Geografie
Das Dorf Prjamuchino liegt im Gebiet der Waldaihöhen 28 Kilometer entfernt von der Rajonhauptstadt Kuwschinowo. Durch den Ort fließt die Ossuga, ein Nebenfluss der Twerza.
Prjamuchino ist Verwaltungssitz der gleichnamigen Dörflichen Siedlung (Selskoje posselenije), zu der insgesamt 16 Dörfer gehören.

## Der Landsitz der Familie Bakunin

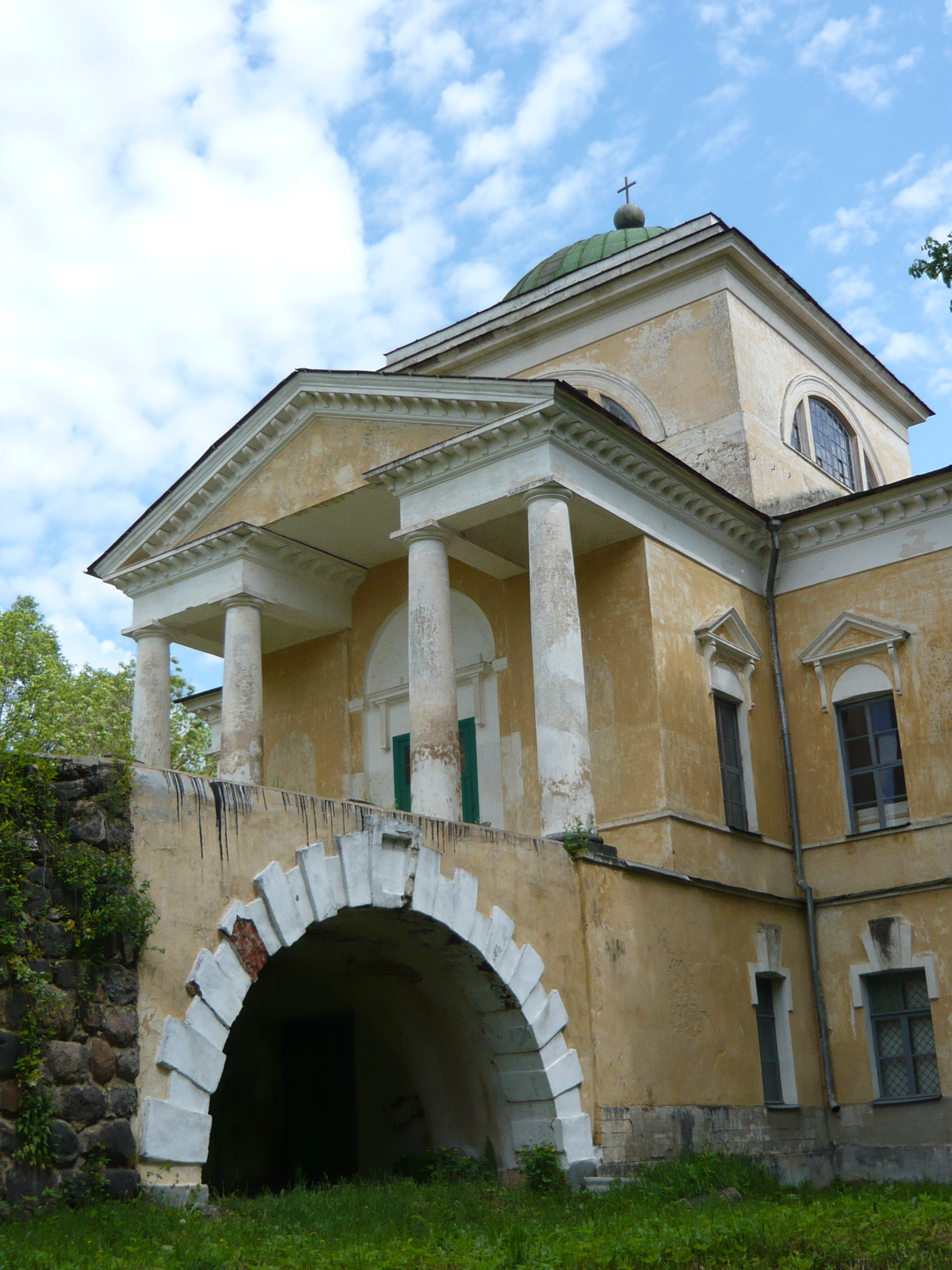
Die Dreifaltigkeitskirche in Prjamuchino. Sie wurde im Auftrag der Familie Bakunin von Nikolai Alexandrowitsch Lwow erbaut und am 18. Oktober 1836 fertiggestellt.

Am 8. April 1779 ging das Land in den Besitz der Familie Bakunin über, als Michail Wassiljewitsch Bakunin (1730–1803) den Hof kaufte. Sein dritter Sohn Alexander Michailowitsch Bakunin (1768–1854) übernahm den Hof nach seiner Rückkehr aus dem diplomatischen Dienst in Frankreich und Italien. 1806 wurde Alexander Michailowitsch zum Oberhaupt der Adligen der Region Twer ernannt und ließ sich mit seiner Frau Warwara Alexandrowna Murawjowa (1792–1864) dauerhaft in Prjamuchino nieder.
In der ersten Hälfte des 19. Jahrhunderts wurde Prjamuchino zu einem kulturellen Zentrum der Region Twer und des europäischen Teils von Russland. Der älteste Sohn von Alexander Michailowitsch Bakunin, der spätere Revolutionär Michail Alexandrowitsch Bakunin, war Teil des literarischen Stankewitsch-Zirkels und während seiner Zeit in Russland besuchten Wassili Grigorjewitsch Belinski, Nikolai Wladimirowitsch Stankewitsch und Timofei Nikolajewitsch Granowski den Landsitz.
Im Herbst 1881 besuchte Lew Tolstoi den Landsitz und 1897 Maxim Gorki, der Material für seine literarischen Arbeiten sammelte. Teile seines Buches Das Leben des Klim Samgin sollen auf den Erfahrungen basieren, die Gorki in der Gegend sammelte.
Heute sind nur noch einige Gebäude des Landsitzes und ein großer Park am Fluss Osuga erhalten.